# SN 1973B
SN 1973B – supernowa typu I odkryta 7 stycznia 1973 roku w galaktyce A151512+0244. W momencie odkrycia miała maksymalną jasność 14,90m.